# شیرای کیوجی

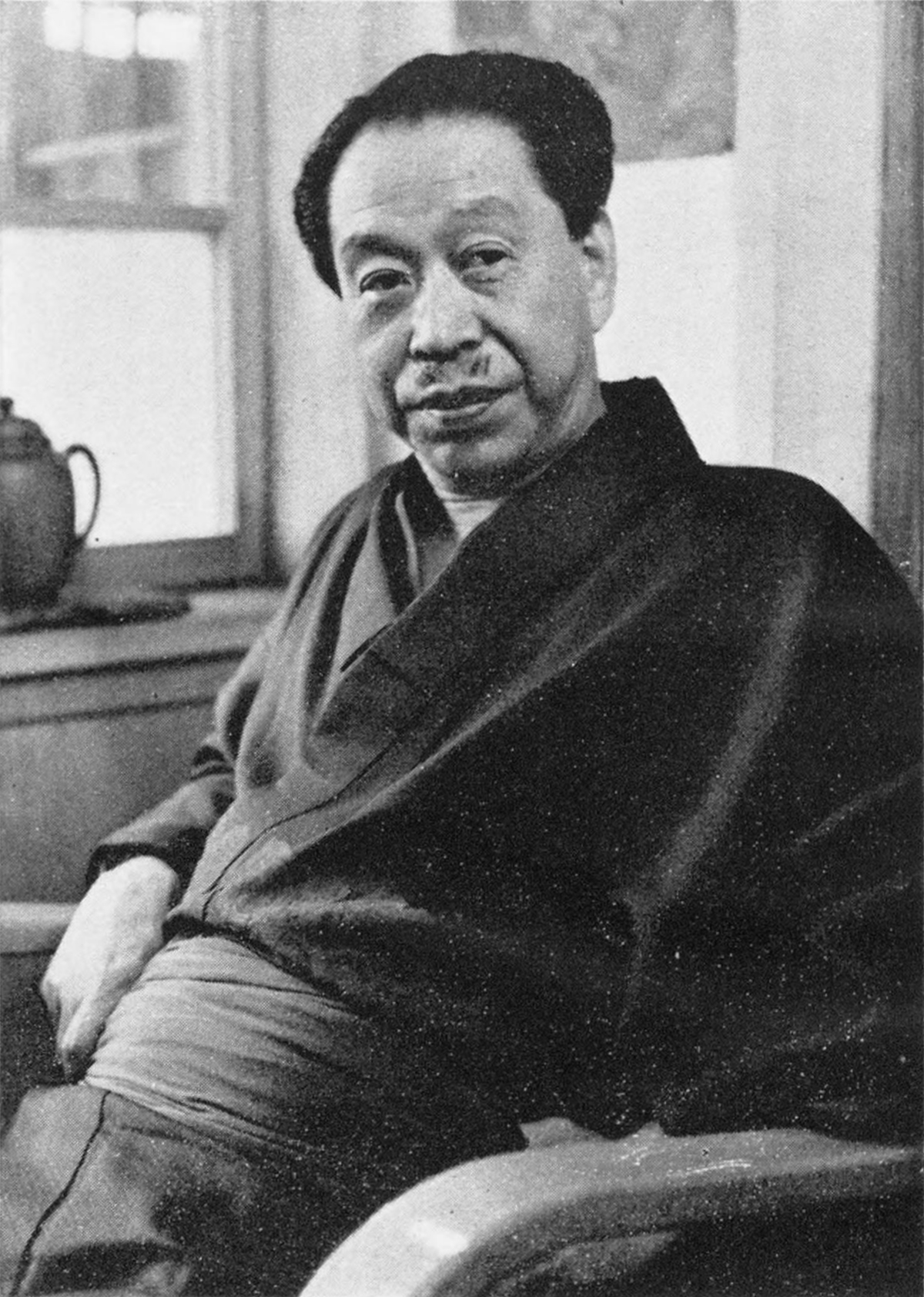

شیرای کیوجی (به ژاپنی: 白井 喬二 しらい きょうじ); ۱ سپتامبر ۱۸۸۹ – ۹ نوامبر ۱۹۸۰) نویسنده رمان تاریخی ژاپنی بود.
هیروشی اینوئه، که کارگردانی سریال‌های تاریخی «گل زندگی» و «آکو روشی» را برای شبکه ان‌اچ‌کی بر عهده داشت، پسر بزرگ اوست.